# Paraprisomera
Paraprisomera is een geslacht van Phasmatodea uit de familie Phasmatidae. De wetenschappelijke naam van dit geslacht is voor het eerst geldig gepubliceerd in 2002 door Hennemann.

## Soorten
Het geslacht Paraprisomera omvat de volgende soorten:
- Paraprisomera coronata (Brunner von Wattenwyl, 1907)
- Paraprisomera taprobanae (Westwood, 1859)